# Joaquín Novoa
Joaquín Novoa (født 25. august 1983) er en spansk tidligere cykelrytter.